# روزاموند برنیه
روزاموند برنیه (۱۹۱۶–۲۰۱۶) روزنامه‌نگار و سخنرانی بود که به‌خاطر بنیان‌گذاری مجلهٔ مستقر در پاریس و ارائه‌هایش دربارهٔ تاریخ هنر در موزه متروپولیتن هنر شناخته می‌شد.

## زندگی و حرفه
برنیه با نام کامل روزاموند مارگارت روزنبام در فیلادلفیا، پنسیلوانیا به‌دنیا آمد. به دعوت پدرش، که رئیس هیئت‌مدیرهٔ ارکستر فیلادلفیا بود، افراد مشهوری در زمینهٔ موسیقی کلاسیک به خانهٔ آن‌ها رفت‌وآمد داشتند، از جمله آهنگ‌ساز سرگئی راخمانینف و رهبر ارکستر لئوپولد استوکوفسکی. او در دوران کالج و در جریان سفری به مکزیک، در یکی از تمرین‌های کارلوس چاوس با آرون کوپلند که در حال نواختن پیانو بود، و همچنین نقاش دیواری دیه‌گو ریورا و نقاش فریدا کالو آشنا شد و با همهٔ آن‌ها دوستی برقرار کرد.
او کالج سارا لارنس را رها کرد و در سال ۱۹۴۶ به فرانسه نقل‌مکان کرد و به‌عنوان نخستین سردبیر مطالب ویژهٔ اروپا در مجلهٔ ووج مشغول به کار شد. دو سال بعد، با روزنامه‌نگار ژرژ برنیه ازدواج کرد. در سال ۱۹۵۵، آن‌ها مجلهٔ ال‌اولی را که یک ژورنال هنری انگلیسی‌زبان مستقر در پاریس بود، بنیان گذاشتند. این مجله آثار اصیل هنرمندان مشهور را منتشر می‌کرد، از جمله برخی از آن‌ها که برنیه در خاطرات خود با عنوان «ماتیس، پیکاسو، میرو: آن‌گونه که می‌شناختمشان» در سال ۱۹۹۱، از دوستی با ایشان یاد کرده است. یک زیرمجموعه از این مجله، ۱۶ کتاب هنری را تحت برند برنیه منتشر کرد.
در سال ۱۹۷۰، آن‌ها پس از ۲۰ سال زندگی مشترک طلاق گرفتند و برنیه به ایالات متحده نقل‌مکان کرد. در جستجوی شغلی جدید، دوستی که در کالج ترینیتی تدریس می‌کرد پیشنهاد داد که او تدریس تاریخ هنر را آغاز کند. او ابتدا در کالج ترینیتی شروع کرد و سپس به دانشگاه رایس منتقل شد و در نهایت به نیویورک رفت. در آنجا، او حرفه‌ای جدید به‌عنوان گوینده حرفه‌ای دربارهٔ هنر و هنرمندان در موزه متروپولیتن هنر آغاز کرد. سخنرانی‌های او در ساعت ۸ شب، که بدون یادداشت و با لباس شب کامل ارائه می‌شد، ماه‌ها پیش از تاریخ برگزاری به‌طور کامل فروخته می‌شد. در اواخر دهه ۱۹۷۰ و اوایل دهه ۱۹۸۰، او با هنرمندان مصاحبه کرد و مستندهایی را برای شبکه‌های تلویزیونی از جمله سی‌بی‌اس و پی‌بی‌اس روایت کرد.
در سال ۱۹۷۵، او با جان راسل منتقد هنر نیویورک تایمز که پیش از این نویسندهٔ همکار مجله ال‌اولی بود، ازدواج کرد؛ در این مراسم، آرون کوپلند و لئونارد برنشتاین نقش‌های مرکزی را ایفا کردند و معمار فیلیپ جانسون میزبان مراسم بود. پس از حدود ۲۵۰ اجرا، برنیه در سال ۲۰۰۸ که سال مرگ راسل بود، تدریس را متوقف کرد. در سخنرانی وداعی او، قبل از دریافت تشویق ایستاده، برنیه دربارهٔ تاریخ مد صحبت کرد و در پایان از موزه، مخاطبان و همسرش تشکر کرد و گفت: «او هرگز اعتراف نخواهد کرد، اما برخی از بهترین جملات من را او نوشته است.»
به‌خاطر کمک‌هایش به فرهنگ فرانسه، در سال ۱۹۸۰ از سوی دولت فرانسه به عنوان افسرِ «ordres des Arts et des Lettres» منصوب شد و در سال ۱۹۹۹ به عنوان شوالیه لژیون دونور شناخته شد. در همان سال، پادشاه خوان کارلوس اول از اسپانیا به‌خاطر مشارکت‌هایش در فرهنگ اسپانیایی، به او «صلیب ایزابلای کاتولیکا» را اهدا کرد. در سال ۱۹۹۸، او و جان راسل هرکدام به‌عنوان «اعضای افتخاری مادام‌العمر» از سوی موزه و مدرسه هنرهای زیبا نام‌گذاری شدند. در سال ۲۰۰۴، آن‌ها به‌عنوان «گنجینه‌های ملی» از سوی جامعه هنری شهری نیویورک معرفی شدند.

## سخنرانی‌ها
سیزده سخنرانی او در موزه متروپولیتن هنر ضبط شده و برای توزیع تجاری منتشر شده است. اولین مجموعهٔ پنج برنامهٔ یک‌ساعته‌اش دربارهٔ ماتیس، پیکاسو و میرو و مجموعهٔ دوم چهارقسمتی‌اش دربارهٔ امپرسیونیسم فرانسوی در تلویزیون عمومی ملی پخش شده است.